# シャーリー・マンソン
シャーリー・マンソン (Shirley Manson,1966年8月26日 - )は、スコットランド出身の歌手。彼女はオルタナティブロックバンドGarbageのリードシンガー。

## 概要
マンソンはキャリアの大部分で、ガービッジのレコーディングのため、故郷のエディンバラとアメリカ合衆国の間を往復していたが、現在はロサンゼルスに住んでいる。マンソンは、率直なスタイル、反抗的な態度、独特の声でメディアの注目を集めた    。マンソンの音楽的キャリアは、10代の頃に、バンドGoodbye Mr Mackenzieのバッキングボーカルとキーボードを担当したことに始まる。ステージで圧倒的な存在感を示したこともあり、彼女をソロアーティストとして売り出すことをバンドのレコードレーベルからアプローチされ、 Angelfishというバンド名でアルバムを制作した。MTVの『120 Minutes』にて一度だけ放送された、Angelfishのミュージックビデオを機にマンソンはガービッジのオーディションに招待され、未発表のボーカル曲をいくつか録音した。
彼女は最終的にバンドと個人でアルバムを共同で書きプロデュースし その結果として得られたセルフタイトルのデビューアルバムは成功を収め、 グラミー賞にノミネートされた『Version 2.0』を含む5つのスタジオアルバムと、 大ヒットアルバムが続いた。「Garbage」は世界中をツアーし、10年間で1,200万枚のレコードを販売した。 2006年、「Garbage」が活動休止となると、ソロとしての作曲とレコーディングを開始。また、2008年には「Terminator：The Sarah Connor Chronicles」の第2シーズンにて液体金属ターミネーター(T-1001)のキャサリン・ウィーバーとして役を初めて演じた。
2010年にグループの5枚目のスタジオ・アルバムのためレコーディングスタジオに戻って「Not Your Kind of People」をリリース、その後は、2016年には6枚目のアルバム「Strange Little Birds」、2021年には7枚目のアルバム「No Gods No Masters」をリリースしている。

## 人物

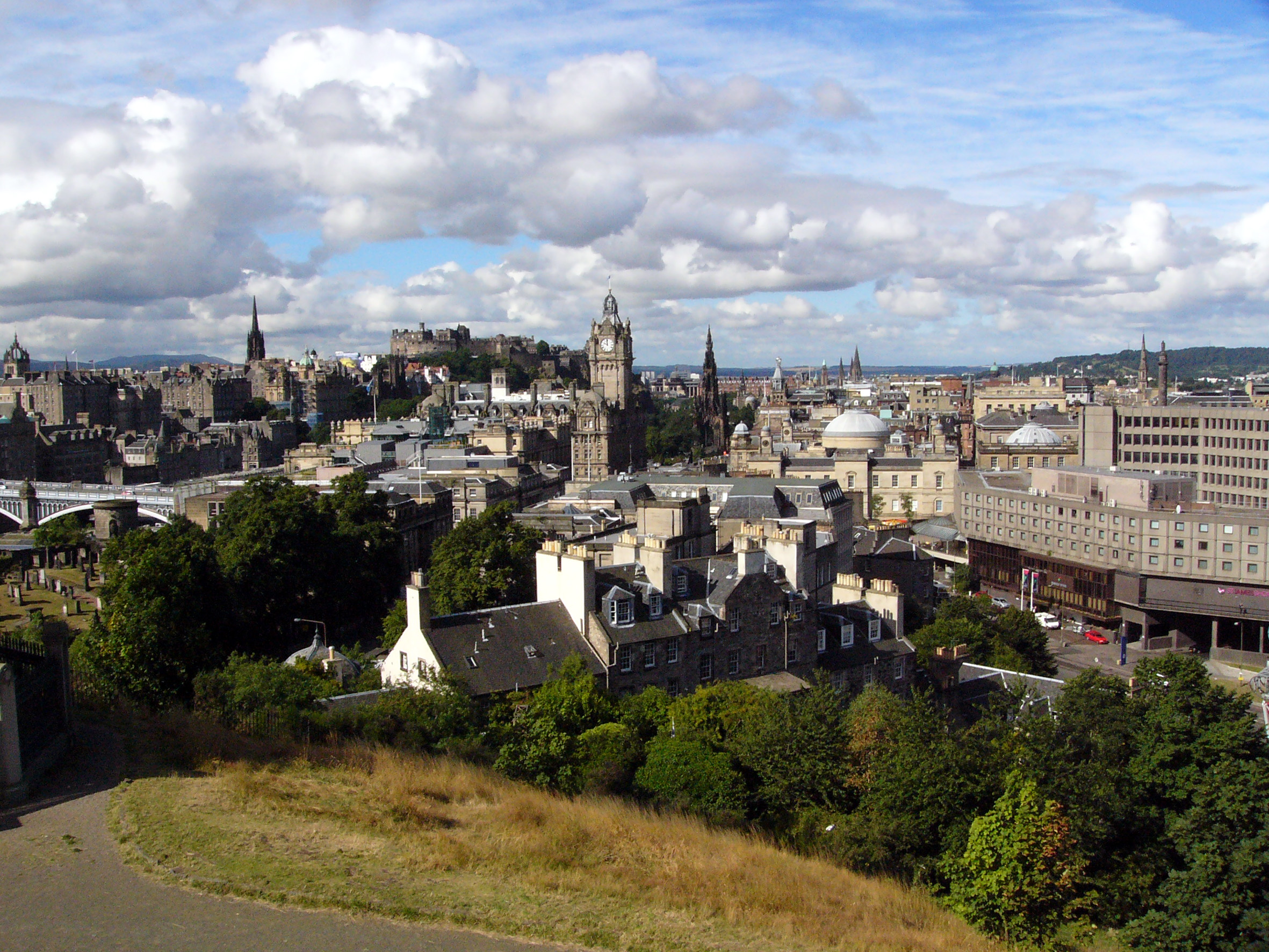
マンソンはエジンバラの街で生まれ育ちました。

エディンバラにて、父ジョンと母ムリエルの間に生まれる 。彼女の父親はノースマヴィンの漁業コミュニティの子孫である大学の講師、母親は幼い頃にロージアンに住む家族の養子となり、マクドナルドの姓をとったビッグバンドの歌手であった。シャーリーという名前はシャーロット・ブロンテの小説『シャーリー』にちなんで名付けられた叔母にちなんで名付けられた 。彼女には2歳上の姉リンディー・ジェインと2歳下の妹サラがおり、エジンバラのコメリー・バンクとストックブリッジ地区で育った。マンソンが初めて人前で演奏したのは1970年、4歳の時に姉とともに地元のチャーチヒルシアターでのアマチュアショーであった。フローラスティーブンソン小学校入学後はリコーダー、クラリネット、フィドルの指導を受け、7歳のときには課外授業でバレエとピアノを学び、ガールスカウトのメンバーでもあり、演技や音楽を披露することが好きな性格であった。幼少期の教育は12歳まで教会 （彼女の父親は日曜学校の教師であった）から通知を受けた。またエディンバラ市の音楽学校 、ブロートン高校の音楽科に通っていた。ブロートンにいる間、彼女はドラマグループの積極的なメンバーとなり、 アメリカンドリームやオズの魔法使いなどのアマチュアのドラマチックで音楽的なパフォーマンスを披露し、地元の少女合唱団であるウェイバリーシンガーズと共演した。マンソンが預言者を演じたモーリス・ザ・ミノタウロスの1981年のエディンバラ・フェスティバル・フリンジのプロダクションは、ザ・スコッツマンによってフリンジ・ファースト賞を受賞した。

彼女は小学校時代は人生を楽しんでいたが、中学1年生のときにいじめにあい、うつ病や身体醜形障害や鬱病に苦しみ、自傷行為まで及んだ。低い自尊心、ストレス、または不安を感じてカットにまで及ぶ。いじめは、マンソンが反乱軍群衆と結びついて結果として彼女は反抗してからは止むが、彼女は学校での最終年のほとんど 、結果として最後の一年の大半は欠席し、大麻の摂取、未成年飲酒、万引きなど違法行為にまで手を出した。 エディンバラ動物園に侵入したこともあったという。このためマンソンは女優になるために十代の野望を持っていたが、王立スコットランド音楽アカデミー （RSAMD）入学は拒否される 。彼女は地元の病院のカフェテリアでのボランティア活動をし、その後、地元のホテルで朝食のウェイトレスとして働き、その後、ミス・セルフリッジの店員として5年間過ごした。彼女は店の化粧カウンターから始めたが、顧客に対する態度から最終的に倉庫に異動。その間彼女はエディンバラのクラブシーンでよく知られるようになり、またミス・セルフリッジの無料サンプルを利用して髪型を整え多くの地元のバンドで活動し 、衣料品も「Jackie」誌のモデルになって簡単に利用できたという。

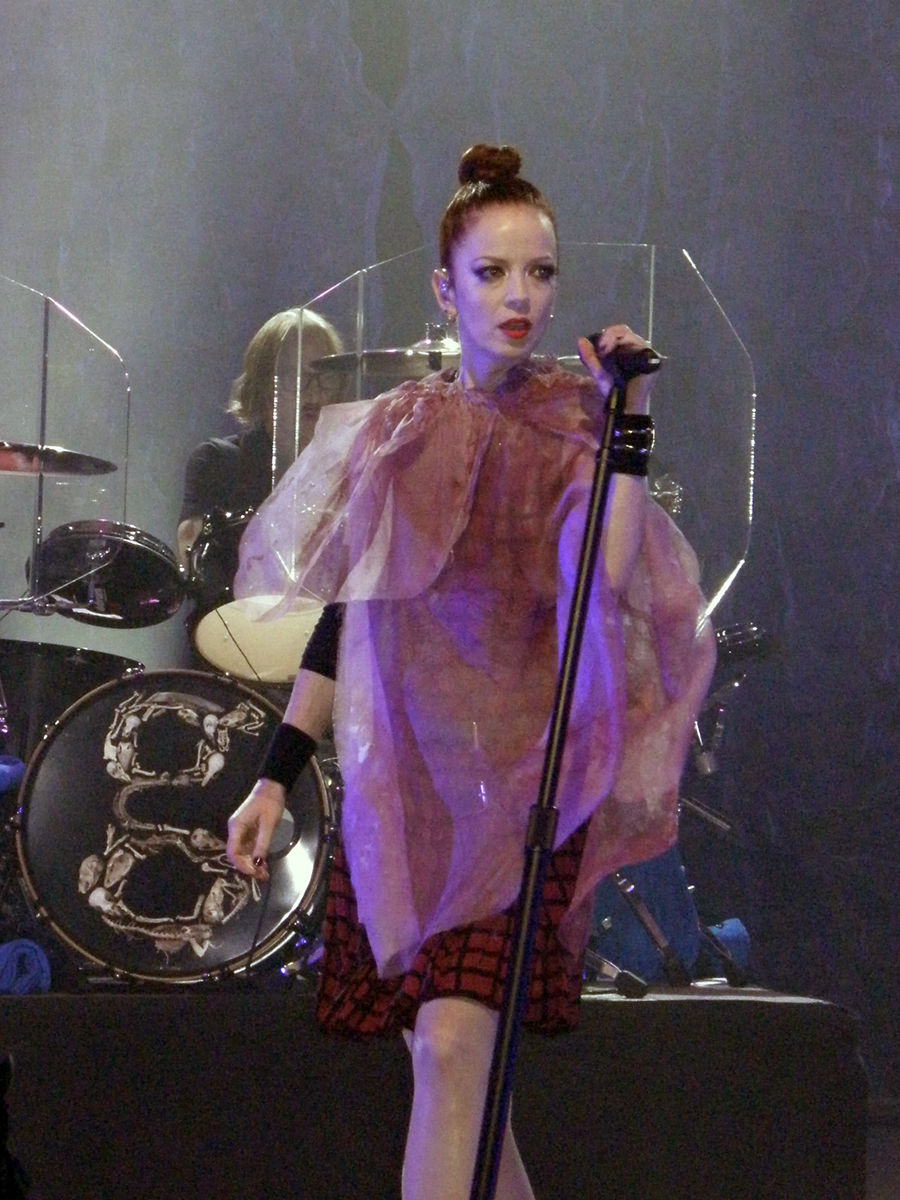
2012年11月のバンドのNot Your Kind of Peopleワールドツアー中にGarbageで演奏するManson

マンソン初のミュージカルの経験は1984年秋に地元のエジンバラでワイルドインディアンでボーカルをバックに簡易に行われたものであるが、一方でグループで活動している間マンソンはさよなら氏マッケンジーのリードマーティン・メトカーフから彼のバンドに加わるように近づかれた。マンソンは当初メトカーフとの関係に着手したが、彼から離れた後もグループの著名なメンバーになりキーボードを演奏、ボーカルをバックし、バンドのビジネス面に関与するようになる。マンソンの マッケンジーズ での最初のリリースは1984年の「Death of a Salesman」のYTSリリースでグループは1987年にCapitol Recordsとメジャーレーベルのレコード契約を結び、ファーストアルバムの「Good Deeds and Dirty Rags」、そして彼らの唯一のUKトップ40エントリー「The Rattler」をリリースした。 1990年に、グループの契約は別のEMIレーベルParlophoneに譲渡されたが、2つのシングルがチャート的に失敗した後、Parlophoneはグループのセカンドアルバム「Hammer and Tongs」のリリースを拒否した。トーキング・ヘッズとデボラ・ハリーをマネジメントしたゲイリー・カーファーストは、マッケンジーズの契約を買い、MCAレコードの子会社である彼のレーベル、ラジオアクティブ・レコードを通じてセカンドアルバムをリリースさせた。 別のシングルがチャートに失敗した後、グループは経営陣から離れるよう説得されたが マッケンジーは書き続けた。マンソンには、バンドのサードアルバムに予定されているいくつかのトラックでリードボーカルを録音する機会も与えられても、MCAはグッバイ・マッケンジーへのコミットメントをさらに進めることを望まなかった。しかしレーベルはマンソンとアルバム録音することに興味を示し、いくつかのデモを聞いた後、クアファーストはマンソンをソロアーティストとしてラジオアクティブに署名し、残りのマッケンジーズは彼女のバッキングとしてMCAとのバンドの既存の取引を回避するためのバンドとして演奏 。契約により彼女は少なくとも1枚のアルバムを配信することを義務付けられ、Radioactiveの唯一のオプションで、最大6枚の追加アルバムを配信した。Angelfishという名前で録音し、新しく書かれた曲と以前にリリースされたマッケンジーのB面を使用して、マンソンとグループはTalking HeadsのChris FrantzとコネチカットのTina Weymouthとでアルバムを構成するトラックを録音 、トラック「Suffocate Me」のリードは大学ラジオに送られ、好評を得た。エンゼルフィッシュはセカンドシングル「Heartbreak To Hate」が1994年に続き、その後米国、カナダ、フランス、ベルギーをツアーし、Vic Chestnuttの北米ツアーのライブを共同でサポートした。「Suffocate Me」のミュージックビデオはMTVで120分放映されたが、プロデューサーやミュージシャンのスティーブ・マーカーらが放送をキャッチ。
こうして1994年にエンゼルフィッシュのヴォーカリストとして歌っている姿をニルヴァーナやスマッシング・パンプキンズなどのプロデュースで知られるブッチ・ヴィグ(Butch Vig)の目に留まり、Smart Studiosに招待され、彼女はいくつかのトラックで歌うがオーディションに失敗、彼女はエンゼルフィッシュに戻る。マンソンはヴィグに脅迫されていると感じていたが、ヴィグはニルヴァーナやソニック・ユース、スマッシング・パンプキンズなどの憧れのバンドを生み出した人物であって、ヴィグもマンソンのオーディション失敗は乱れた性格とスコットランドのアクセントを理解していないアメリカ人とのコミュニケーションの問題を引き起こしたのだと教えていた。ライブツアーの終わりに、エンゼルフィッシュは内破し、マンソンは2度目の試行のためにスマートに戻りいくつかの曲で当時の骨格の起源に取り組み始め、バンドは彼女をフルタイムのメンバーになってアルバムを仕上げるよう招聘。彼女はアルバム全体をバンドの他のメンバーと共同で書き、共同プロデュースした 。
1994年8月、Radioactiveは彼女と協働する許可を与え1995年にガービッジ(Garbage)としてデビューする。バンドのデビューアルバム『Garbage』は1995年8月にリリースされ、「Only Happy When It Rains」や「Stupid Girl」などの高チャートシングルの連続によって支えられ、400万枚以上を売り上げ、最終的に全世界で500万枚以上を売り上げた。マンソンは1996年の終わりまでバンドを連れて行ったツアーの過程ですぐにバンドの公の顔になり、エコー＆ザバニーメンはマンソンに1997年のカムバックアルバムで歌うように頼んでいたという 。2ndアルバム『Version 2.0』、3rdアルバム『Beautiful Garbage』と立て続けにヒット作を生み出したが、4thアルバム『Bleed Like Me』の発表後に制作環境の悪化により活動休止を余儀なくされ、以降はソロ活動を開始することになる。
俳優として2008年5月、『ターミネーター:サラ・コナー クロニクルズ』2ndシーズンからレギュラー出演者としてキャサリン・ウィーバーを演じ、またドラマ内で流れる楽曲を提供した。
2012年、5thアルバム『Not Your Kind of People』を発表、ガービッジは活動を再開する。

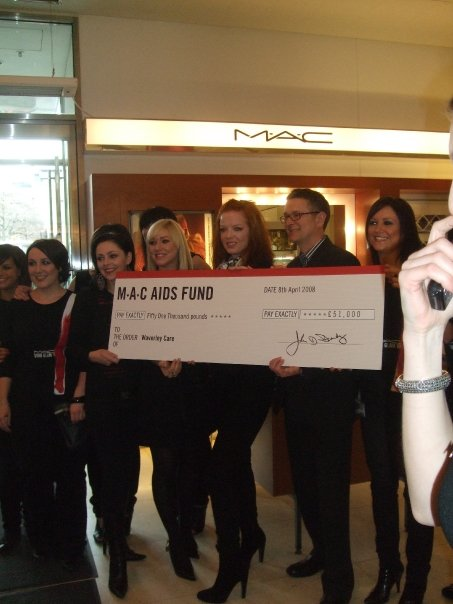
シャーリーマンソンは、 M・A・Cエイズ基金に代わって51,000ポンドをウェイバリーケアに寄付

彼女はプロファイルを使用して多くの原因に対する認識を高め資金を確保し スコットランドのロイヤルアバディーンチルドレンズ病院とニューヨークのメモリアルスローンケタリング病院の グランピアンチルドレンズキャンサーリサーチとガン治療施設での販売収益のすべてを、ガーベッジブランドのリップグロスにオンラインで委託  。2001年、マンソンはM・A・Cエイズ基金の大使になり、2002年3月のVIVAMAC IV口紅の発売に始まり、 エルトン・ジョンおよびメアリー・J. ブライジと並んで4年間の4年チャリティリップスティックマーケティングを立ち上げた。口紅の販売のすべての収益はエイズの慈善活動やイニシアチブの資金になり  ツアー中、マンソンはアムステルダム、エジンバラ、トロント、ニューヨーク、サンフランシスコ、マディソンのいくつかのエイズ慈善団体を訪問し、M・A・Cエイズ基金に代わって合計30万ドル以上の寄付を行った。2003年、M・A・Cエイズ基金はエルトンジョンエイズ基金と連携し、ホワイトベッドルームキャンペーンを開始 。エルトンジョンとマンソンの両方がコンドームの使用を促進し、エイズに関する事実を述べるPSAを記録 。2007年までに合計6つのVIVAMACキャンペーンが1億ドル以上を調達し、マンソン前大使として4月10日にM・A・Cエイズ基金からHIV慈善団体Waverley Careに代わって51,000ポンドの小切手を受け入れた。2008年にハービー・ニコルズ・エディンバラ店といったメセナから2002年10月にウェイバリーケアのと以前からの資金調達としてオークションで £45,000を上げて、2004年1月にチャリティーのための資金を調達。また所有するFenderギターで£1,050を調達したが、オークションにかけられた他のアイテムには、自身がElton Johnとカイリー・ミノーグから調達した寄付も含まれていた。 

## 私生活
2度結婚を経験し、最初は1996年から2003年まで、2回目は2010年から現在に至る。1996年から2003年までスコットランドのアーティスト、エディ・ファレルと結婚していた。2008年、MansonはレコードプロデューサーおよびGarbageサウンドエンジニアのBilly Bushと2010年5月にロサンゼルスで結婚 。私生活と音楽活動の拠点として現在はロサンゼルスに住んでいる。マンソンは無神論者で長い間霊性に興味を持っている。「私が非常に小さかったとき、私は教会に非常に夢中になりました。私は教会の劇場が大好きで、教えられたすべての物語に非常に関与しました。」彼女が12歳の時、彼女は夕食の席で父親と口論し、「宗教は偽物で、もう教会に行くつもりはない、ただでたらめだ」と叫んた。彼女は教会に行くのをやめたが、毎週日曜日の神学的な議論は続けた。マンソンは組織化された宗教に幻滅し、スピリチュアリティに興味を持ち続けていたが、「偽善的なスピリチュアリストのあまりにも多くの例に打ち勝ったこと」を不満を漏らした。マンソンはフェミニストであると特定され、フェミニストのアイコンとして歓迎されている   。